# Fagi EP
Fagi EP (2011) je gramofonová deska velikosti GL od kapely Květy, kterou kapela vydala vlastním nákladem na značce Amakvaré records jako doplněk k albu V čajové konvici (Indies Scope, 2011). Obsahuje dalších šest písniček z divadelního projektu Svět podle Fagi Divadla DNO, na každé straně tři. Slova napsal Jiří Jelínek, hudbu Martin Evžen Kyšperský, frontman kapely.

## Písničky
1. Fagi – otvírák
2. Padá krysa do tvých vlasů
3. Noční lampa
4. Babička
5. Láska tajná
6. Láva – zavírák

## Obsazení

### Květy
- Martin Evžen Kyšperský – zpěv, kytary, piano, kontrabas, melodika, tleskání, sbor
- Aleš Pilgr – bicí a perkuse, kuchyňské vybavení, balafon, tleskání, sbor
- Ondřej Čech – kontrabas a baskytara, sbor
- Albert Novák – housle, sbor

### Hosté
- Jiří Jelínek – zpěv, hlas
- Kristýna Lhotáková – zpěv
- Ondřej Ježek – kytara, foukací harmonika
- Lucie Vítková, Melissa Wauters, Dominik Laudát, Dušan Souček – sbor